# 乾悦久
乾 悦久（いぬい よしひさ、1964年（昭和39年）7月 - ）は、日本の海上自衛官。第49代横須賀地方総監。

## 略歴
静岡県出身。防衛大学校を第31期卒業し、海上自衛隊に入隊。
入隊後は主に艦艇や海上幕僚監部等で勤務したのち、海上幕僚監部総務部長、海上自衛隊幹部学校長等の要職を歴任し、第49代大湊地方総監を経て、2022年（令和4年）3月30日付で第49代横須賀地方総監に任命された。

## 年譜
- 1987年（昭和62年）3月：防衛大学校第31期卒業、海上自衛隊入隊
- 2001年（平成13年）7月：2等海佐
- 2006年（平成18年）1月：1等海佐
- 2009年（平成21年）12月：第12護衛隊司令
- 2010年（平成22年）12月：統合幕僚監部計画課分析室長
- 2011年（平成23年） 8月：統合幕僚監部指揮通信システム運用課長
- 2014年（平成26年）7月：沖縄基地隊司令
- 2015年（平成27年）8月：海将補に昇任、統合幕僚監部首席後方補給官
- 2016年（平成28年）12月：海上幕僚監部監察官
- 2017年（平成29年）8月：海上幕僚監部総務部長
- 2019年（平成31年）4月：海将に昇任、海上自衛隊幹部学校長
- 2020年（令和2年）12月：第49代大湊地方総監
- 2022年（令和4年）3月：第49代横須賀地方総監
- 2023年（令和5年）8月：退職